# Oxytropis neglecta
Oxytropis neglecta là một loài thực vật có hoa trong họ Đậu. Loài này được Ten. miêu tả khoa học đầu tiên.